# Onthophagus absyrtus
Onthophagus absyrtus là một loài bọ cánh cứng trong họ Bọ hung (Scarabaeidae).